# Brachydectes
Brachydectes là một chi tuyệt chủng lysorophian sống từ Kỹ Cacbon. Nó có một đầu rất nhỏ (chiều dài hộp sọ khoảng 1,7 cm) và một cơ thể thon dài đến 43 cm.